# Acrossus gagatinus
Acrossus gagatinus är en skalbaggsart som beskrevs av Ménétriès 1832. Acrossus gagatinus ingår i släktet Acrossus och familjen Aphodiidae. Inga underarter finns listade i Catalogue of Life.